# Moi, zombie : chronique de la douleur
Moi, zombie : chronique de la douleur (I, Zombie: The Chronicles of Pain) est un film britannique réalisé par Andrew Parkinson, sorti en 1998.

## Synopsis
La vie de Mark, jeune botaniste, a basculé lors d'une promenade en forêt. Il a pénétré dans une maison où une femme endormie et semblant très malade était allongée à côté de son mari. Sans raison, à son réveil, cette femme mord Mark au cou. Quand il revient à lui, au bout de plusieurs jours, il réalise avec effroi qu'il a des pulsions cannibales et peu à peu sa peau et ses membres se détèriorent. Il commence alors à se transformer en zombie...

## Fiche technique
- Titre : Moi, zombie : chronique de la douleur
- Titre vidéo français : Mémoires d'un zombie
- Titre original : I, Zombie: The Chronicles of Pain
- Réalisation : Andrew Parkinson
- Scénario : Andrew Parkinson
- Production : Andrew Parkinson
- Musique : Andrew Parkinson
- Photographie : Jason Shepherd
- Montage : Gary Hewson et Andrew Parkinson
- Pays d'origine : Royaume-Uni
- Format : Couleurs - 1,33:1 - Stéréo - 35 mm
- Genre : Drame, horreur
- Durée : 79 minutes
- Date de sortie : 1998 (Royaume-Uni)

## Distribution
- Ellen Softley : Sarah
- Dean Sipling : David
- Claire Griffin : l'amie de Sarah
- Kate Thorougood : la prostituée
- Mia Fothergill : l'agent immobilier
- Nick Mallinowski : le policier
- Nana Takahashi : la fille au téléphone
- Paul Hyett : le randonneur
- Stuart Oldfield : la première victime
- Phil Rowe : la seconde victime
- Jon Lovell : le zombie du rêve
- Giles Aspen : Mark
- Andrew Parkinson : l'ami de Mark

## Autour du film
- Une suite, Dead Creatures, également réalisée par Andrew Parkinson, est sortie en 2001[1].

## Distinctions
- Prix du meilleur film indépendant, lors du Festival du film fantastique de Manchester en 1998.